# مارلون جیمز
مارلون جیمز (انگلیسی: Marlon James) رمان‌نویس جامائیکایی متولد سال ۱۹۷۰ در شهر کینگستون جامائیکا است که برای کتاب تاریخچه هفت قتل برنده جایزه ادبی بوکر ۲۰۱۵ شده است. اولین کتاب داستانی او شیطان جان کرو بود و دومین کتابش با عنوان کتاب زنان شب جایزه ادبی صلح دیتون را در سال ۲۰۱۰ دریافت کرد و در همان سال از جمله نامزدان جایزه ملی منتقدان بود.